# Пен-Мар (Пенсільванія)
Пен-Мар (англ. Pen Mar) — переписна місцевість (CDP) в США, в окрузі Франклін штату Пенсільванія. Населення — 947 осіб (2020).

## Географія
Пен-Мар розташований за координатами 39°43′35″ пн. ш. 77°30′57″ зх. д. / 39.72639° пн. ш. 77.51583° зх. д. (39.726323, -77.515970).  За даними Бюро перепису населення США в 2010 році переписна місцевість мала площу 1,93 км², з яких 1,91 км² — суходіл та 0,02 км² — водойми.

## Демографія
Згідно з переписом 2010 року, у переписній місцевості мешкало 929 осіб у 355 домогосподарствах у складі 282 родин. Густота населення становила 481 особа/км².  Було 377 помешкань (195/км²).
Расовий склад населення:
| - 94,4 % — білих - 2,8 % — чорних або афроамериканців - 0,9 % — азіатів - 0,2 % — корінних американців |

До двох чи більше рас належало 1,3 %. Частка іспаномовних становила 1,0 % від усіх жителів.
За віковим діапазоном населення розподілялося таким чином: 24,8 % — особи молодші 18 років, 62,9 % — особи у віці 18—64 років, 12,3 % — особи у віці 65 років та старші. Медіана віку мешканця становила 40,9 року. На 100 осіб жіночої статі у переписній місцевості припадало 96,0 чоловіків;  на 100 жінок у віці від 18 років та старших — 100,3 чоловіків також старших 18 років.
Середній дохід на одне домашнє господарство  становив 62 669 доларів США (медіана — 51 944), а середній дохід на одну сім'ю — 75 414 долари (медіана — 65 682). За межею бідності перебувало 13,9 % осіб, у тому числі 35,9 % дітей у віці до 18 років та 0,0 % осіб у віці 65 років та старших.
Цивільне працевлаштоване населення становило 556 осіб. Основні галузі зайнятості: роздрібна торгівля — 18,9 %, виробництво — 17,6 %, фінанси, страхування та нерухомість — 16,9 %.